# Армейское депо Тобиханна

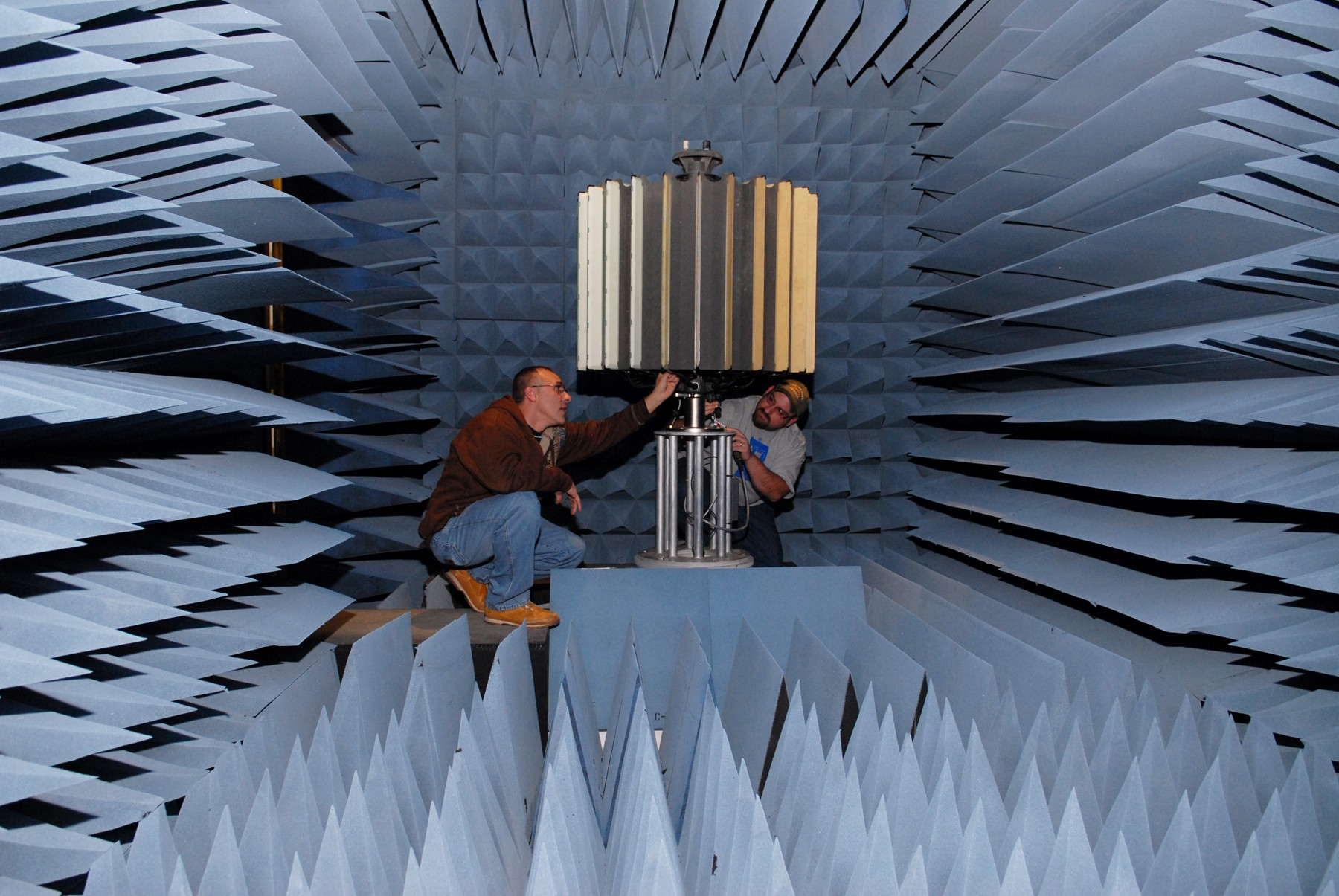
Армейское депо Тобиханна. Контрбатарейный радар AN/TPQ-48 в испытательной камере.

Армейское депо Тобиханна (англ: Tobyhanna Army Depot (TYAD)) — центр обслуживания и ремонта электроники, который обеспечивает материально-техническую поддержку для систем управления, контроля, связи, компьютеров, кибербезопасности, разведки, средств наблюдения и разведки (C5ISR)  для Министерства обороны США. Депо было основано 1 февраля 1953 года и расположено в городке Кулбо, округ Монро, недалеко от Тобиханны, штат Пенсильвания.

## История
С 1900 по 1936 год озеро Тобиханна и близлежащие озера в Гулдсборо и Клондайке были местами сбора и хранения льда, производя до 150 грузовых вагонов в день, которые затем отправлялись в Флориду.
В 1912 году в Тобиханне была железнодорожная станция, телеграф и почта. В то время у армии США не было артиллерийского полигона к востоку от Висконсина, и майор Чарльз П. Саммеролл, командующий 3-й полевой артиллерией в Форт-Майере, штат Вирджиния, выбрал это место в качестве подходящего полигона. В 1912 и 1913 годах Саммеролл убедил Конгресс разрешить покупку земельного участка площадью 73 км²  за 50 000 долларов. Со временем военная база была расширена до 89 км² (по данным армейского склада Тобиханна) или 105 км² по данным DCNR Пенсильвании ) .
Земля использовалась в качестве учебного центра танкового корпуса и корпуса скорой помощи с 1914 по 1918 год, для артиллерийской подготовки с 1918 по 1931 год и с 1937 по 1941 год, а также для размещения Гражданского корпуса охраны природы с 1931 по 1937 год
Во время Второй мировой войны первоначальные планы использования этого места в качестве учебного полигона для зенитной артиллерии были отброшены из-за большой дальности действия более современного оружия — некоторые выпущенные снаряды попали на частную территорию, и "Scranton Times" сообщила, что экипажи могли стрелять только одним или двумя снарядами при каждом проходе цели, а орудия были ограничены дугой обстрела 65 градусов».  Впоследствии лагерь стал базой  корпуса скорой помощи "только для черных", а военный госпиталь (19 одноэтажных зданий) был построен в ожидании пострадавших от вторжения в Японию. В конце Второй мировой войны военная база стала одним из 138 мест на территории США для содержания немецких военнопленных  (максимум 300 военнопленных) а также использовался для хранения планеров, применявшихся во время вторжения в День «Д» .  С 1946 по 1948 год он использовался Инженерным корпусом армии США. В апреле 1949 года большая часть военной базы была возвращена в собственность Пенсильванию и преобразована в Охотничьи угодья 127, Государственный парк Гулдсборо и Государственный парк Тобиханна, в то время как 5,7 км² после краткосрояного пребывания в собственности Пенсильвани были вновь приобретены армией, и начали использоваться в 1951 году Корпусом связи  как армейский склад Тобиханна. Эта площадка была выбрана, как имеющая доступ к  судоходству и производителям Восточного побережья, находясь при этом за пределами возможного радиусапоражения ядерного взрыва с эпицентром в Нью-Йорке и Скрэнтоне.

## Текущая деятельность
Текущие функции депо — проектирование, производство, ремонт и капитальный ремонт электронных систем. К ним относятся спутниковые терминалы, радио- и радиолокационные системы, телефоны, электрооптика, приборы ночного видения и защиты от проникновения, бортовое оборудование наблюдения, навигационные приборы, средства радиоэлектронной борьбы, а также системы наведения и управления тактическими ракетами.
Армия США назначила Тобиханну своим Центром промышленного и технического совершенства для C4ISR и электроники, авионики, а также управления и контроля ракет . ВВС определили Tobyhanna как «Технический источник ремонта систем управления, контроля, связи и разведки». 
Депо также является крупнейшим работодателем на северо-востоке Пенсильвании, где на работает более 5000 человек. Экономический эффект от депо в регионе приближается к 2 миллиардам долларов в год. Депо также выполняет 30 операций по передовому ремонту на крупных объектах в США и за рубежом, в том числе в Юго-Западной Азии.
С 2007 года Армейское депо Тобиханна занимается ремонтом электронных компонентов M777. Например, в 2016 году в Тобиханне было отремонтировано  150 командирских дисплеев CSD, 75 бортовых компьютеров MSC, 50 блоков питания PCCM и 26 контейнеров верхней электронной сборки CLE на общую сумму 6 миллионов долларов США.
В конце 2016 года сообщалось, что депо теперь использует безэховую камеру для тестирования радаров путем имитации сигналов и целей. Первоначальная стоимость камеры окупилась примерно за восемь месяцев, поскольку системы не нужно было доставлять на испытательный полигон Юма.